# Calzone

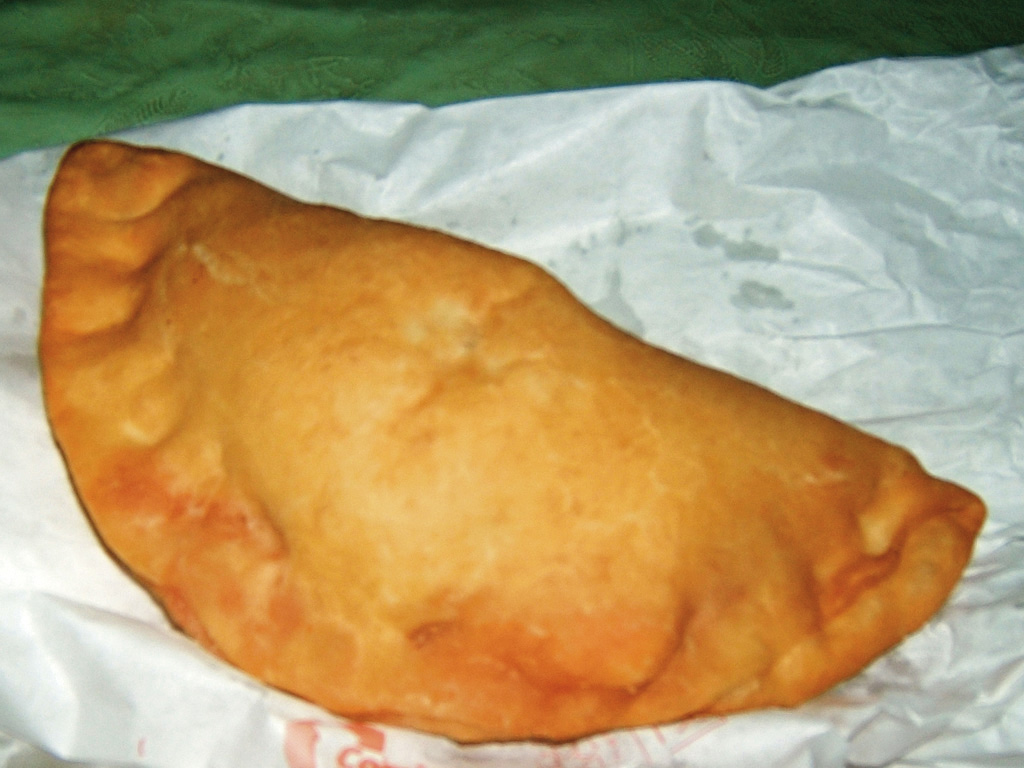
Smažené calzone

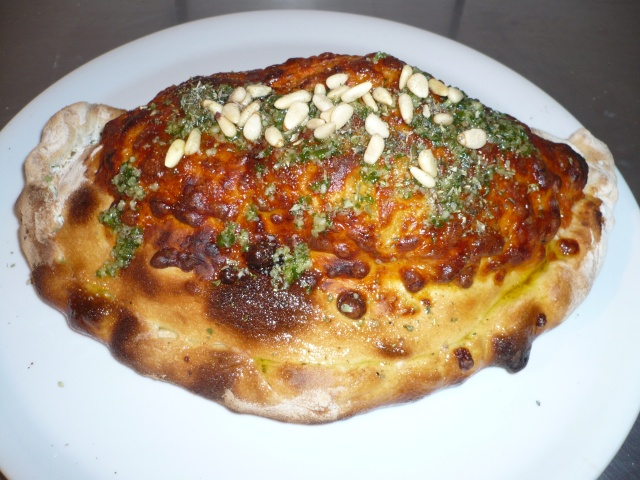
Calzone

Calzone, v překladu „punčochy“ či „kalhoty“, je italský pokrm původem z Neapole a tvarovaný jako v půli přehnutá pizza. Vyrábí se ze slaného chlebového těsta. Typické calzone se peče v troubě, plní se salámem nebo šunkou, mozarellou, ricottou a parmezánem nebo sýrem pecorino a potírá se vejcem. Regionální varianty zahrnují další přísady, které se klasicky používají do náplně na pizzu. Menší calzone se mohou smažit v olivovém oleji.
Calzone se v Itálii prodávají u pultů nebo na ulici, protože se snadno jedí při stání nebo chůzi. Smažená verze plněná rajčaty a mozarellou se prodává v Apulii a říká se jí panzerotti.
Podobná calzone je sicilská pizza cuddiruni nebo cudduruni. Ta je plněná cibulí (nebo někdy jinou zeleninou, například bramborami nebo brokolicí), ančovičkami, olivami, mortadellou: pizza se před smažením přeloží tak, aby náplň zůstala uvnitř.